# Bürgermeisterei Sieglar
Die Bürgermeisterei Sieglar war eine von zunächst neun Bürgermeistereien, in welche sich der 1816 gebildete Kreis Siegburg (1825 in Siegkreis umbenannt) im Regierungsbezirk Köln verwaltungsmäßig gliederte. Der Verwaltungsbezirk der Bürgermeisterei Sieglar umfasste fünf Gemeinden.
Nach dem Ersten Weltkrieg wurde die Bürgermeisterei von alliierten Soldaten besetzt. Diese blieben bis zum 29. Januar 1926.
Mit Gesetz vom 27. Dezember 1927 wurde die Bürgermeisterei Sieglar umbenannt in Amt Sieglar.

## Gemeinden und zugehörige Ortschaften
Zur Bürgermeisterei Sieglar gehörten folgende Gemeinden und Ortschaften (Stand 1885; heutige Schreibweise):
- Gemeinde Bergheim-Müllekoven, am 1. April 1927 nach Sieglar eingemeindet[4]
- Gemeinde Eschmar mit dem Wohnplatz Eschmarer Mühle, am 1. April 1918 nach Sieglar eingemeindet[4]
- Gemeinde Sieglar mit den Wohnplätzen Oberlar und Forsthaus Telegraph
- Gemeinde Spich, am 1. April 1927 nach Sieglar eingemeindet
- Gemeinde Kriegsdorf mit dem Wohnplatz Haus Rott, am 1. April 1918 nach Sieglar eingemeindet

## Statistiken
Nach der „Topographisch-Statistischen Beschreibung der Königlich Preußischen Rheinprovinz“ aus dem Jahr 1830 gehörten zur Bürgermeisterei Sieglar sieben Dörfer und zwei Rittersitze, fünf Kirchen und Kapellen, sechs öffentliche Gebäude, 599 Privatwohnhäuser, vier Mühlen, 685 Scheunen und Ställe. Im Jahr 1816 hatte die Bürgermeisterei 2.903 Einwohner und im Jahr 1828 waren es 3.422 Einwohner, darunter 1.739 männliche und 1.683 weibliche; 3.399 Einwohner gehörten dem katholischen, drei dem evangelischen und 20 dem jüdischen Glauben an.